# Dittingen
Dittingen ist eine politische Gemeinde im Bezirk Laufen des Kantons Basel-Landschaft in der Schweiz.

## Geographie

Historisches Luftbild aus 500 m von Walter Mittelholzer von 1922

Die Gemeinde Dittingen liegt in einem nördlichen Seitental des Laufentals am Südhang der Blauenkette. Im Südosten grenzt die Gemeinde an die Birs.

## Geschichte
Im Jahr 1300 wurde der Ort zum ersten Mal urkundlich erwähnt. 1435 wurde der Name «Tittingen» geschrieben. Ab 1462 war die Gemeinde im Besitz des Bischofs von Basel. Anlässlich des Wiener Kongresses wurde Dittingen 1815 dem Kanton Bern zugeordnet. In der Frage des Kantonswechsels des Laufentals stimmte die Gemeinde sowohl 1983 als auch 1989 für den Beitritt zum Kanton Basel-Landschaft. Der Wechsel erfolgte 1994.

## Wappen
Das Gemeindewappen zeigt den heiligen Wendelin in schwarzer Kutte, mit goldenem Stock und goldener Tasche auf grünem Feld. Links und rechts im Hintergrund befinden sich zwei grüne Laubbäume. Die Hintergrundfarbe ist silbern bzw. weiss.

## Sehenswürdigkeiten
Die Kirche St. Niklaus enthält eine Reihe von Glasfenstern von Hans Stocker.

## Bilder

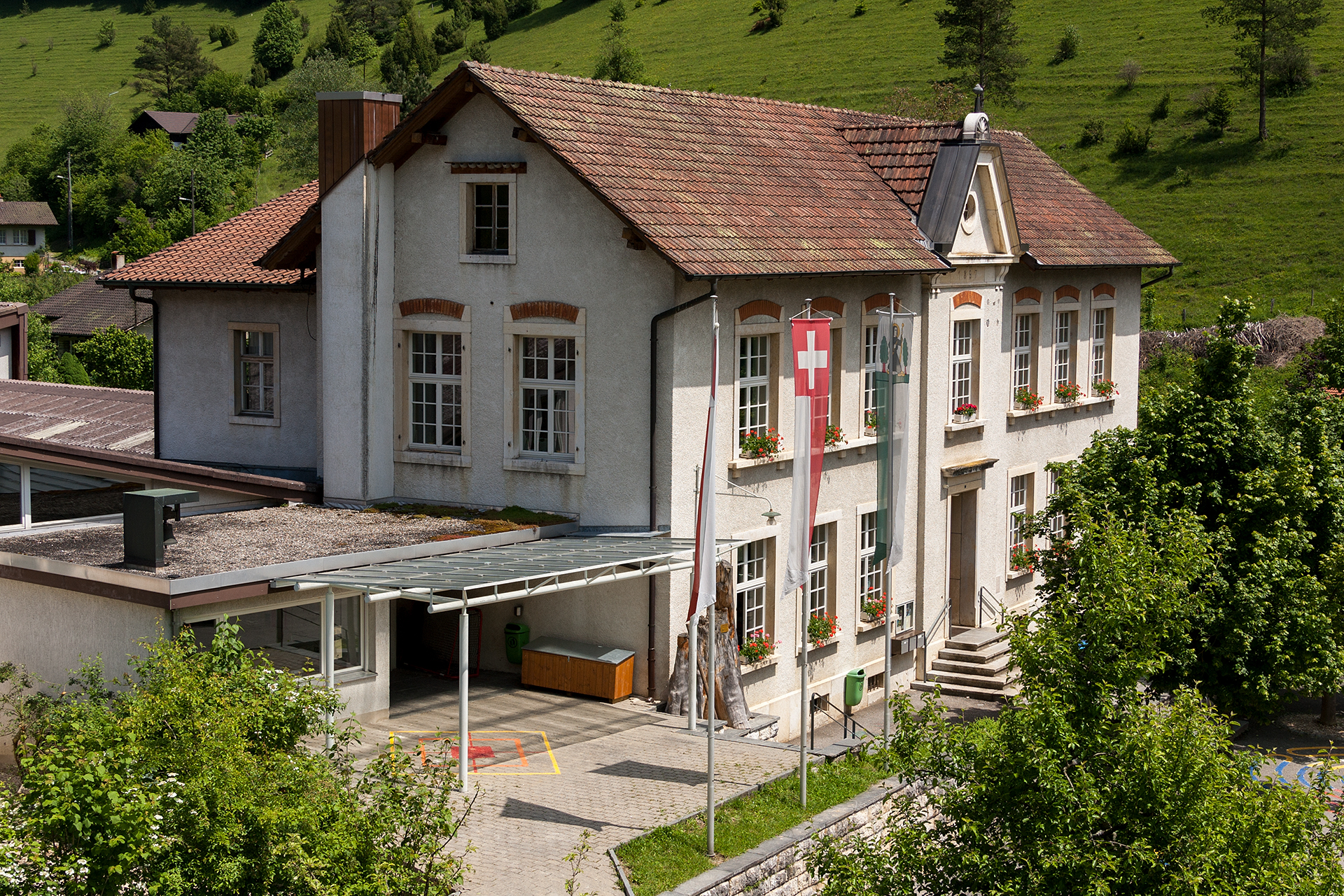
Schulhaus
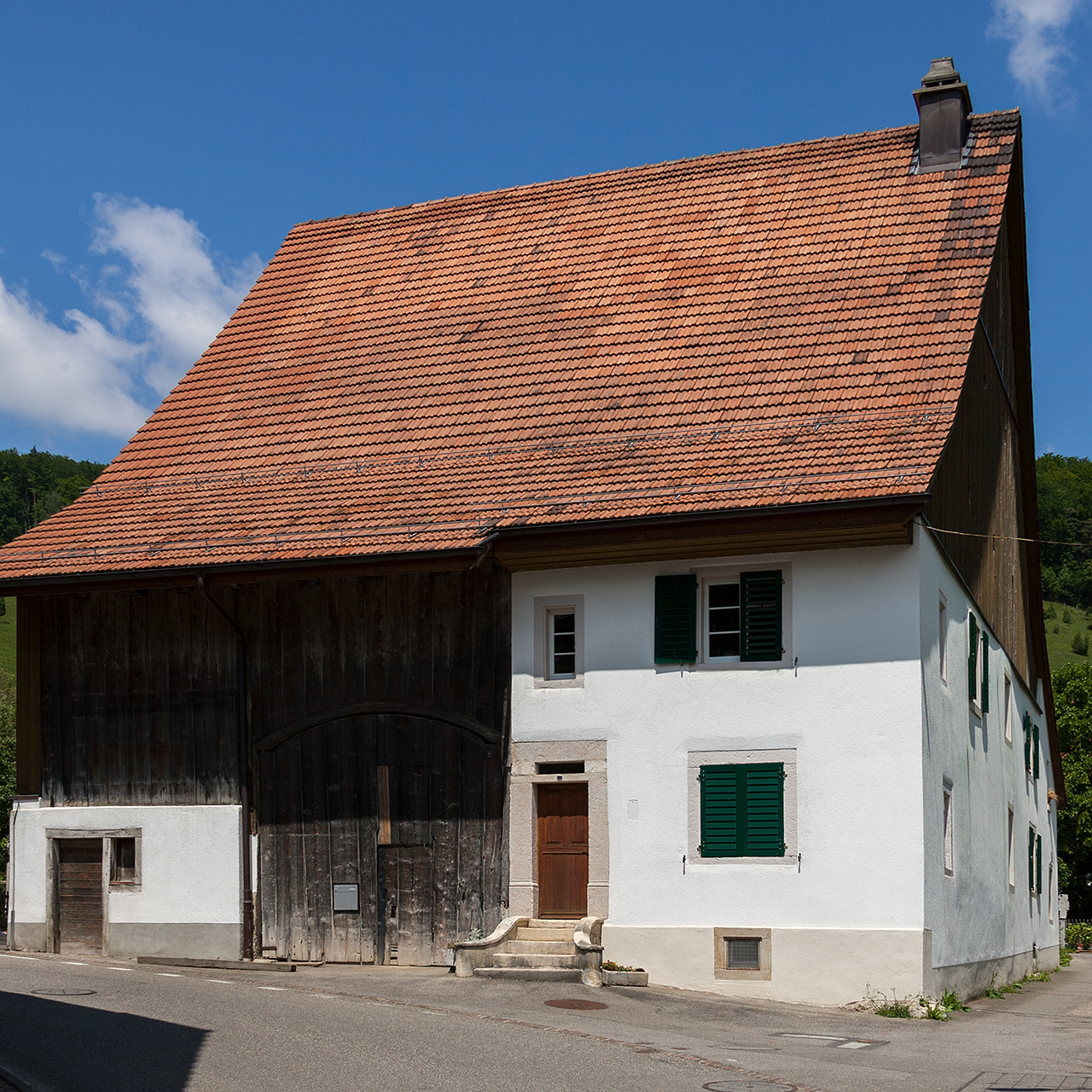
Dreisässenhaus

## Sonstiges
Auf dem Flugplatz Dittingen finden alle zwei Jahre die Dittinger Flugtage statt.